# 井口政康
井口 政康（いぐち まさやす）は、日本のフィギュアスケート選手（ペアスケーティング、男子シングル）。パートナーは岩楯駒子。1966年全日本フィギュアスケート選手権優勝。1963年全日本ジュニア選手権優勝。

## 経歴
1963年、岩楯駒子とカップルを組み、全日本ジュニア選手権のペア競技で優勝する。
1965年、全日本ジュニア選手権に男子シングルで出場し長久保裕に続いて2位に入る。1966年、全日本ジュニア選手権の男子シングルで優勝し、同年の全日本選手権ではペアで優勝を果たす。
引退後は日本フィギュアスケーティングインストラクター協会に所属し、スケートのインストラクターを務めていた。

## 主な戦績
- 1965-66シーズン以降の全日本ジュニア選手権は男子シングルの記録。

| 大会/年              | 1963-64 | 1964-65 | 1965-66 | 1966-67 |
| -------------------- | ------- | ------- | ------- | ------- |
| 全日本選手権         |         |         |         | 1       |
| 全日本ジュニア選手権 | 1       |         | 2       | 1       |